# Udea costalis
Udea costalis là một loài bướm đêm trong họ Crambidae.